# Crises (àlbum de Mike Oldfield)
Crises és el vuitè àlbum enregistrat per Mike Oldfield, tret al mercat durant 1983 amb Virgin Records. Temes molt coneguts com ara Moonlight Shadow i Shadow on the Wall hi apareixen en l'àlbum.

## Anàlisi d'àlbum
La pista que titula l'àlbum és una peça llarga de vint minuts, presentant una quantitat petita de veus, cantades per Oldfield. El començament i el final de la pista és assenyalat per un passatge d'estil semblant al tema d'obertura de Tubular Bells totalment sintetitzat.
L'àlbum també presenta l'impacte massiu "Moonlight Shadow", cantat per Maggie Reilly, qui també va cantar i co-va escriure "Foreign Affair". "In High Places" té lletres de Mike Oldfield i Jon Anderson. "Shadow on The Wall" és cantat per Roger Chapman. L'àlbum inclou "Taurus 3", una curta peça de guitarra tocada a alt ritme a diferència dels anteriors dos Taurus i Taurus II. Aquests llargs multi temes presentats en QE2 i Five Miles Out respectivament.
Oldfield Va fer el Tour de l'àlbum entre maig i juliol de 1983 pertot arreu d'Europa.

### Detalls d'Enregistrament
L'àlbum va ser enregistrat entre novembre de 1982 i abril de 1983 utilitzant un Ampex ATR 124 de cinta magnètica, un Neve 8108 amb consola Necam, i Monitors Westlake, en Denham, Anglaterra. Oldfield Va utilitzar una Gibson SG Junior per sons distorsionats de guitarra i una Fender Stratocaster per sons nets. Els tambors de bateria Tama eren els de la personalització dedicada a Simon Phillips tocats per ell mateix en l'àlbum; Phillips també feu algunes feines de producció. Oldfield fa ús extens de teclats Oberheim i Fairlight.
Preguntat sobre com va reclutar a Chapman i Anderson en una entrevista, Oldfield va respondre "només ens quedem en el mateix bar". El senzill "Moonlight Shadow" d'aquest àlbum inclou la rara cançó "Rite of Man". La versió nord-americana de l'àlbum té un ordre de reproducció diferent i inclou el senzill "Mistake".

### Re-Reestrenes
Durant 2000 juntament amb els altres àlbums d'Oldfield de Virgin Records va ser reestrenat en format d'HDCD, i va ser reestrenat un altre cop per Mercury Records en 2010. Durant 2013 Oldfield va revelar que va utilitzar Avid Pro Tools en un Apple-Macintosh per remesclar l'àlbum en 5.1 Surround Sound.

### Art visual
L'art de coberta de l'àlbum fou a càrrec de Terry Ilott. Oldfield fa referència a la imatge de portada amb la línia, "The watcher and the tower waiting hour by hour" (imprès en la coberta posterior de l'LP, i cantat per Mike Oldfield en la pista de títol). En l'entrevista amunt esmentada, Oldfield va declarar que "sóc l'home en la cantonada, i la torre és la meva música".

## Gràfics
Crises va passar 19 setmanes dins el gràfic d'àlbums de Noruega, mantenint el n.1 per dues setmanes, i és l'àlbum d'Oldfield més venut en aquell país. L'àlbum també coronà els gràfics d'Alemanya i Suècia.
| Llista de vendes                   | Posició |
| ---------------------------------- | ------- |
| Austrian Albums (Ö3 Austria)       | 2       |
| Dutch Albums (MegaCharts)          | 2       |
| German Albums (Offizielle Top 100) | 1       |
| New Zealand Albums (RMNZ)          | 6       |
| Norwegian Albums (VG-lista)        | 1       |
| Spanish Albums (PROMUSICAE)        | 39      |
| Swedish Albums (Sverigetopplistan) | 1       |
| Swiss Albums (Schweizer Hitparade) | 5       |
| UK Albums (OCC)                    | 6       |

## Llistat de pistes

### Versió del Regne Unit

#### Costat u
1. "Crises" (Mike Oldfield) – 20:40

#### Costat dos
1. "Moonlight Shadow" (Oldfield) – 3:34 (vocals per Maggie Reilly)
2. "In High Places" (Oldfield, Jon Anderson) – 3:33 (vocals per Jon Anderson)
3. "Foreign Affair" (Oldfield, Maggie Reilly) – 3:53 (vocals per Maggie Reilly)
4. "Taurus 3" (Oldfield) – 2:25 (instrumental)
5. "Moonlight Shadow" (Oldfield) – 3:09 (vocals per Roger Chapman)

### Versió nord-americana

#### Costat u
1. "Mistake" (veus principals per Maggie Reilly)
2. "In High Places"
3. "Foreign Affair"
4. "Taurus 3"
5. "Shadow on the Wall"
6. "Moonlight Shadow"

#### Costat dos
1. "Crises"

## Personal
- Mike Oldfield – guitarres en totes les pistes excepte "Foreign Affair" (incloent guitarra electro-acústica Ovation Adamus, guitarra espanyola Ramirez i guitarra acústica Manson en "Taurus 3"); Fairlight CMI en totes les pistes excepte "Taurus 3"; Sintetitzador chord Roland (probablement el VP-330) en "Crises", "In High Places", "Foreign Affair" & "Shadow on the Wall", Oberheim OB-Xa synthesizer en "Crises" i "In High Places"; orgue i piano Farfisa; Sintetitzador Prophet 5 en "Crises"; guitarra baixa en "Crises" & "Shadow on the Wall"; guitarra de baixa acústica en "Taurus 3"; arpa en "Crises"; mandolina en "Crises" i "Taurus 3"; banjo en "Taurus 3" i "Shadow on the Wall"; tambors electrònics Simmons en "Crises"; campanes, pandereta i shaker en "Taurus 3"; Màquina de tambor Oberheim DMX i seqüenciador polifònic digital Oberheim DSX i unitat de reverberació Quantec Room Simulator en "Crises"; vocals en "Crises".

### Personal addicional
- Maggie Reilly – vocals en "Moonlight Shadow", "Mistake" i "Foreign Affaire"
- Jon Anderson – vocals en "In High Places"
- Roger Chapman – vocals damunt "Shadow on the Wall"
- Simon Phillips – Tambors acústics Tama, co-producció, efectes especials, shaker en "Foreign Affair" i "Taurus 3", finger-snaps, campanes, pandereta i botes en "Taurus 3"
- Ant (Ant Glynne) – guitarres en "Crises" i "Shadow on the Wall"
- Rick Fenn – guitarra en "Crises"
- Phil Spalding – guitarra baixa en "Crises" i "Moonlight Shadow" (baix fretless Steinberger)
- Pierre Moerlen – vibràfon en "In High Places"
- Ginny Clee - sintetitzadors en "Mistake"
- Tim Renwick - guitarres en "Mistake"
- Morris Pert - Tambors en "Mistake"

## Re-enregistraments de Mercury 2013
Crises era reeditat per Mercury Records el 2 de setembre de 2013, juntament amb Five Miles Out. És disponible com a CD sol, un doble CD Deluxe Edició (disc d'àlbum i CD de punts destacats en viu), un LP de vinil i un conjunt encaixat de 5 discs (3 CD i 2 DVD). El conjunt-caixa també inclou un llibre de 32 pàgines. també Hi hi haurà una còpia de vinil d'edició limitada a 500 unitats disponible en vinil verd transparent. El re-llançament era també disponible com descàrrega digital en 16 i 24 bits 44.1 kHz FLAC/ ALAC i 320kbit/s Mp3, totes dues versions. L'edició super-deluxe conté les pistes dels discos un fins al tres, l'LP conté les pistes del CD sol.
Aquesta reestrena aconseguí el n.30 en els gràfics de Control dels Mitjans de comunicació d'Alemanya el setembre de 2013.

## Llistat de pistes

### Edició de disc sol
1. "Crises" (2013 Remaster) 20:57
2. "Moonlight Shadow" (2013 Remaster) 3:38
3. "In High Places" (2013 Remaster) 3:33
4. "Foreign Affair" (2013 Remaster) 3:53
5. "Taurus 3" (2013 Remaster) 2:25
6. "Shadow on the Wall" (2013 Remaster) 3:10
7. "Moonlight Shadow "(2013 Unplugged Mix) 3:35
8. "Shadow on the Wall" (2013 Unplugged Mix) 3:21
9. "Mistake" (2013 Remaster) 2:56
10. "Crime of Passion" (Extended Version / 2013 Remaster) 4:10
11. "Jungle Gardenia" (2013 Remaster) 2:46
12. "Moonlight Shadow" (12" Single / 2013 Remaster) 5:15
13. "Shadow on the Wall" (12" Single / 2013 Remaster) 5:09

### Edició De Luxe
| Disc 1 Mateixes cançons que el disc de la primera edició | Disc 2 Fragments destacats en viu de Crises Tour (Wembley Arena 22 juliol 1983) 1. "Taurus I" 9:14 2. "Taurus II" 23:08 3. "Crises" 23:15 4. "Moonlight Shadow" 5:28 5. "Shadow on the Wall" 6:26 6. "Family Man" 4:14 |

### Caixa-conjunt del 30è Aniversari
| Disc 1 Mateixes cançons que el disc de la primera edició Disc 2 Live Crises Tour (Wembley Arena 22 juliol 1983) 1. "Woodhenge" / "Incantations Part Three" 8:09 2. "Sheba" 3:23 3. "Ommadawn Part One" 8:52 4. "Mount Teidi" 4:10 5. "Five Miles Out" 5:03 6. "Tubular Bells Part One" 18:44 | Disc 3 Com el disc 2 de Deluxe edition Disc 4 - DVD 1. "Crises" (directe del Wembley Arena) 22:35 2. "Tubular Bells Part One" (directe del Wembley Arena) 19:10 3. "Moonlight Shadow" 3:42 4. "Shadow on the Wall" 3:08 5. "Moonlight Shadow" (BBC Top of the Pops 23 de juny de 1983) 3:15 6. "Crime of Passion" 3:42 Disc 5 – DVD 2013 Remaster / 5.1 Surround Sound 1. "Crises" 20:38 2. "Moonlight Shadow" 4:00 3. "In High Places" 3:53 4. "Foreign Affair" 4:13 5. "Taurus 3" 2:50 6. "Shadow on the Wall" 5:13 |

## Versions de cançons de l'àlbum
Una sèrie de cançons de Crises han estat versionades en nombroses accions, amb "Moonlight Shadow" com el més popular. L'actuació de dansa Groove Coverage va fer cover de "Moonlight Shadow" aconseguint el número 3 de les llistes alemanyes. Una versió de 2009 de "Foreign Affair" de la banda belga de música dansa Sylver va passar 8 setmanes en el top 10 dels diagrames de senzills belgues, arribant al tercer lloc.
El rapper americà Kanye West mostra la cançó d'Oldfield "In High Places". West va incorporar el cor de la cançó a la seva cançó "Dark Fantasy" del seu àlbum de 2010 My Beautiful Dark Twisted Fantasy.